# 워킹 데드 (만화)
《워킹 데드》(The Walking Dead)는 로버트 커크먼의 그래픽 노블이다. 2003년 첫 이슈를 출간했다. 동명의 만화와 게임이 이 작품을 원작으로 한다.